# Koan

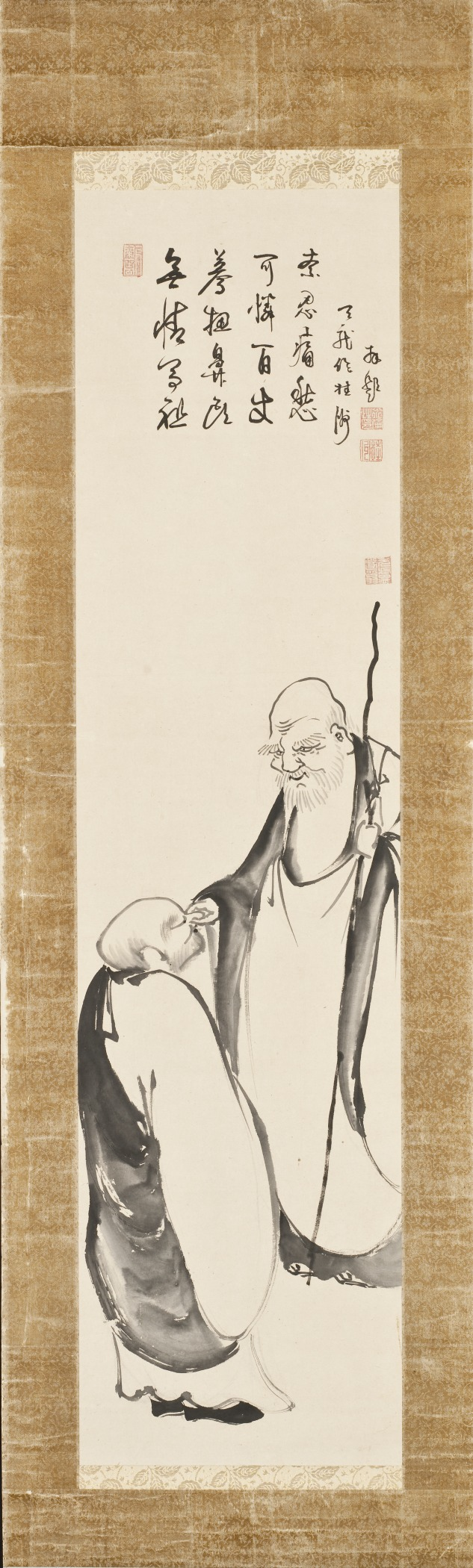
Desenho do artista japonês Genrō Suiō (1717-1789) ilustrando o "Koan do Pato Selvagem"

Um koan (公案; japonês: kōan, chinês: gōng-àn, coreano: gong'an, vietnamita: công án) é uma narrativa, diálogo, questão ou afirmação no budismo zen que contém aspectos que são inacessíveis à razão. Desta forma, o koan tem, como objetivo, propiciar a iluminação espiritual do praticante de budismo zen. Um koan famoso é: "Batendo as duas mãos uma na outra, temos um som; qual é o som de uma mão somente?" (tradição oral, atribuída a Hakuin Ekaku, 1686-1769).